# Riopy
Jean-Philippe Rio-Py, connu sous le nom de scène Riopy (également typographié RIOPY), est un pianiste et compositeur français naturalisé britannique, né en 1983.
Autodidacte depuis son plus jeune âge, il s'est produit dans les lieux internationaux les plus prestigieux et a composé plusieurs albums dits de variété internationale. Ses compositions ont été diffusées dans des publicités télévisées, des bandes-annonces et des longs-métrages.
En janvier 2022, son album Tree of Light a atteint la première place du classement américain du Billboard dans la catégorie des albums de musique classique après 70 semaines en continu dans le TOP 10 du classement.

## Biographie
Né et élevé en France, Jean-Philippe Rio-Py grandit dans une secte avec sa famille,. Il apprend le piano en autodidacte dès son plus jeune âge lorsqu'il découvre un instrument abandonné. En l'absence d'accès à des partitions, il composait des musiques dans sa tête.
Son approche unique et axée sur le rythme pour interpréter ses propres compositions a attiré l'attention de la firme de pianos Steinway & Sons qui le choisit comme artiste vedette alors qu'il a 17 ans,. Un an plus tard, il quitte le foyer familial et commence à jouer dans la rue.
Il arrive à Londres à l'âge de 21 ans, où il travaille dans un petit magasin d'instruments de musique pour quelques mois. Il y rencontre Michael Freeman qui reconnait son potentiel et lui offre un cours à l'Université d'Oxford. En 2006, il est découvert à Oxford où il commence son entraînement avant d'entamer sa carrière professionnelle à Londres. En 2007, il donne parmi ses premiers concerts dans le bâtiment Jacqueline Du Pré et au Hollywell Music Room à Oxford.
En 2010, il se produit au Royal Opera House et fait l'ouverture de la première relance nocturne du célèbre The Arts Club (en) à Mayfair en 2011. La même année, il se produit au dîner Gala à Londres organisé par Vanity Fair, auquel assistent Gwyneth Paltrow et son mari de l'époque, Chris Martin,. À la fin de sa performance, le chanteur de Coldplay le remercie et lui offre trois semaines plus tard son premier piano personnel, un Steinway & Sons. Plus tard en 2018, il enregistrera son premier album RIOPY sur ce même piano.
Il obtient par la suite la nationalité britannique.

## Carrière musicale

### Carrière dans la publicité
Depuis ses débuts, Riopy a composé pour plusieurs labels tels que Air-Edel, EMI and Warner Chappell Music, tandis que plusieurs de ses œuvres ont été diffusées dans le monde entier et présentées dans des campagnes publicitaires, notamment de Hulu, Bentley Motors, Samsung Electronics, Mercedes-Benz, et Giorgio Armani, entre-autres. En 2016, il a composé un morceau pour la campagne publicitaire primée d'Ikea. Le directeur musical derrière la publicité suédoise primée d'Ikea déclarera plus tard : « Every Other Week est devenu un classique commercial considéré comme l'une des meilleures publicités réalisées ces dernières années dont Riopy faisait partie. » En 2018, il a composé la plus longue partition pour la publicité de Peugeot 508 diffusée en France, où il apparaît à l'écran au volant de la voiture alors qu'il écrit la partition en direct,. À la suite du grand succès de la campagne, Warner Music décide de lancer le morceau original Le Rêve d'une note en partenariat avec Peugeot pour donner la possibilité aux auditeurs de l'acheter en ligne.

### Concerts
Au cours de sa carrière, Riopy s'est produit parmi les lieux les plus prestigieux au monde, notamment au Royal Opera House (Londres, Royaume-Uni), au Steinway Hall, au sein de l'Horloge de St Pancras (Londres, Royaume-Uni), à la Salle Pleyel (Paris, France) où il a joué la première partie de Luz Casal en 2017, au The Arts Club (en) (Londres, Royaume-Uni), en salle souterraine du Château Marmont (Los Angeles, États-Unis), au Théâtre des Champs-Élysées (Paris, France) et à la Villa Reale (Milan, Italie), entre-autres. Il s'est également produit à l'Hôtel de ville de Stockholm (Stockholm, Suède), célèbre pour ses grandes salles de cérémonie et ses œuvres d'art uniques, lieu du banquet du prix Nobel le 10 décembre chaque année.
En Février 2023, Riopy a entamé sa première tournée au Royaume-Uni. Il s’est ainsi produit à Londres, Manchester, Edinburgh et Canterbury, entre-autres.
À l'été 2023, le pianiste compositeur fait une tournée aux États-Unis au départ d’Alexandrie, en Virginie. La tournée inclut notamment des concerts à New York, Los Angeles, Boston et Chicago,. RIOPY conclut l'année 2023 avec un concert au Royaume-Uni lors du London Jazz Festival au Queen Elizabeth Hall, suivi d'une tournée dans plusieurs villes en France et une représentation au Cirque Royal de Bruxelles.

### Bandes-annonces et longs métrages
Plus récemment, il a travaillé sur les bandes-annonces de Mr Turner, Jimmy's Hall, À l'heure des souvenirs, A Royal Night Out et Long Walk Home. Il a également composé les bandes-annonces pour des films oscarisés tels que The Danish Girl et La Forme de l'eau.
Ses œuvres au piano ont également été entendues dans des documentaires diffusés sur la BBC, ITV et Channel 4. Il a notamment composé les bandes originales de On The Bridge et She Wants Soul. Il a été invité par Richard Branson à participer à son documentaire The Kodiak Queen sorti en 2018 pour la préservation des fonds marins et des îles Vierges britanniques.

### Albums solo
En 2017, Riopy signe chez Warner Classics avec qui il continue à travailler. Un an plus tard, il sort son premier album, RIOPY. I Love You et Drive font partie des morceaux les plus populaires de son album, y compris en Chine.
Le premier album de Riopy est suivi en 2019 d'un deuxième, The Tree of Light. Considéré comme une force de changement positif dans le monde par son compositeur, il commente : « c'est un appel à l'humanité à combattre – non pas les guerres à l'extérieur, mais à combattre les guerres à l'intérieur de nous. Un appel au réveil. Si nous sommes tous gentils les uns envers les autres, bienveillants et compatissants avec nous-mêmes et les uns avec les autres, nous aurons une meilleure chance de nous sauver et de sauver la planète. » Cet album permet à Riopy d'intérgrer le classement américain du Billboard à la 5e place dans la catégorie new age en 2021 et le 1er album de musique classique en 2022. En juin 2023, 'Ukiyo' reçoit la certification Or de la Recording Industry Association of America (RIAA) avec plus de 500 000 exemplaires vendus.
Pendant la pandémie, il écrit son troisième album sorti fin 2021, Bliss, un travail de onze morceaux.
En avril 2023, Riopy sort son quatrième album, Thrive, publié par Warner Classics. Pour ce nouvel opus, Riopy s’inspire notamment de compositeurs de musique classique renommés, tel que Satie, Pachelbel, Beethoven, Fauré, Debussy et Chopin,.

### Partenariats
Après avoir écouté plusieurs de ses morceaux, la chanteuse compositrice américaine Lana Del Rey contacte Riopy pour utiliser l’un d’eux dans son prochain album,. Elle sort ainsi en mars 2023 Grandfather please stand on the shoulders of my father while he’s deep-sea fishing, utilisant Flo de l’album Tree of Light de Riopy,. À la suite de leur collaboration, RIOPY est venu soutenir la performance de Lana Del Rey au BST Hyde Park en juillet 2023.
À la suite de la sortie de son quatrième album, Riopy devient un égérie officielle de Restore the Music UK, une association caritative pour soutenir financièrement l’éducation musicale dans les écoles en situation précaire. Dans cette optique, RTM et Riopy se sont associés pour faire bénéficier aux étudiants et professeurs participant au programme des lots de tickets gratuits des prochains concerts.

### Travaux sur la méditation
Au cours des dernières années, Riopy a développé un intérêt particulier pour la méditation et les moyens d'améliorer la santé mentale. Après avoir souffert d'anxiété profonde et de dépression pendant de nombreuses années, il s'est pris de passion pour les neurosciences, et plus particulièrement sur la façon dont les ondes cérébrales fonctionnent, dans le but d'améliorer le bien-être,. Dans cette optique, il a accordé son piano à 432 Hertz (en) sur la suggestion de plusieurs de ses fans, une fréquence censée aider à la relaxation des ondes cérébrales,.
A cet égard, Riopy a composé MED66, un morceau de 22 minutes utilisant des ondes binaurales pour aider l'auditeur à entrer en méditation. Il a également composé un single, MEDITATION 432.

### Distinctions musicales
En 2021, le classement américain du Billboard a classé Tree of Light de Riopy comme le 8e album de musique classique et le 5e dans la catégorie new age, avant qu'il n'atteigne la première place des albums de musique classique en janvier 2022. A présent, il a accumulé près de 500 millions de flux sur les plateformes numériques, dont 15 millions pour sa composition I Love You à elle seule. En juin 2023, la chanson "Ukiyo" de RIOPY sortie en 2019 est certifiée Or par la RIAA avec plus de 500 000 exemplaires vendus.

## Cinéma et télévision

### Bandes-annonces
- 2012 – Long Walk Home
- 2013 – Mr Turner - Help Us Grow
- 2014 – Jimmy's Hall - Brave Heart
- 2016 – The Danish Girl - Fairy Tale; Feel the Air; Embrasse-moi
- 2016 – A Royal Night Out - Let It begin
- 2016 – The Sense of an Ending - Mur de Pierre; Puissance d'Antan
- 2017 - Murder On The Orient Express - The Uprising
- 2018 - The Happy Prince - Becoming Srtonger; Trust in You
- 2018 – The Shape of Water - 32 sides
- 2018 - The Mercy - Trust in You
- 2018 - The Children Act - Epic
- 2018 - Stan & Ollie - Just Wait
- 2018 - Skam Series - I Love You

### Documentaires et longs métrages
- 2011 – She Wants Soul
- 2013 – On The Bridge
- 2018 – The Kodiak Queen

### Campagnes publicitaires
- 2009 - Mercedes - Evolving Memories
- 2011 - One hyde park documentary (candy & candy)
- 2012 - Hulu
- 2013 - Samsung - Evolving memories
- 2014 - Vertu for Bentley - La Vie
- 2014 - Daks
- 2015 - Armami - BraveHeart
- 2015 - Verizon
- 2016 - IKEA - London 15
- 2016 - Steinway & Sons - Golden Gate
- 2017 - TNT - 12 Sides
- 2018 - Peugeot - Le Rêve d'une Note